# Kniha Jindřichovská

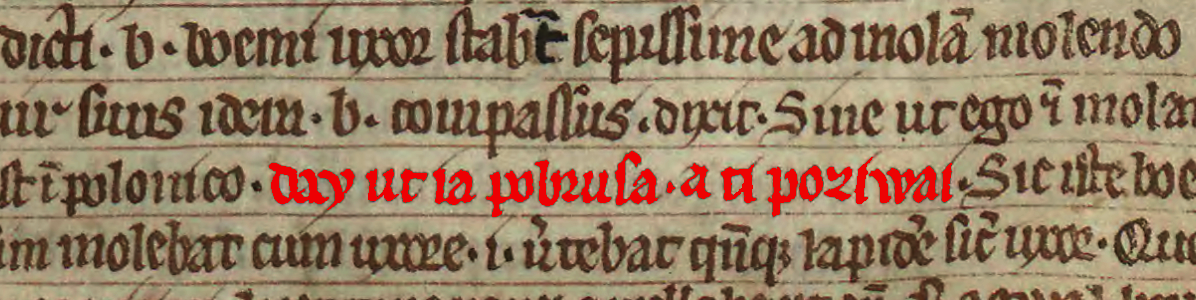
Zvýrazněná polská věta v kronice.

Kniha Jindřichovská (Latinsky Liber fundationis claustri Sanctae Mariae Virginis in Heinrichow) byla latinsky psaná kronika, sepsaná v letech 1268 až 1273 třetím opatem jindřichovského kláštera Petrem. Je nejen významným pramenem ke společenským a hospodářským poměrům ve Slezsku a genealogii prvních slezských Piastovců, ale obsahuje také větu, která je pokládána za jeden z nejstarších zápisů v polštině. Věta se nachází v latinském textu a podle kroniky byla vyslovena Bogwalem z Čech (Bogwalus Boemus), poddaným Boleslava I. Vysokého.
Věta zní: „Bogwali uxor stabat, ad molam molendo. Cui vir suus idem Bogwalus, compassus dixit: Sine, ut ego etiam molam. Hoc est in polonico: Day, ut ia pobrusa, a ti poziwai.“ Což česky znamená: Dovol mi, ať já melu, a ty odpočívej. Věta v sobě obsahuje jak prvky polštiny, tak i česká a slezská nářečí.